# 无附太阳瓶子草
无附太阳瓶子草（学名：Heliamphora exappendiculata）是委内瑞拉玻利瓦尔州西部地区特有的食虫植物。其种加词“exappendiculata”来源于拉丁文“ex”和“appendicula”，意为“没有附属物”，指其捕虫瓶缺乏瓶盖。
已发现了无附太阳瓶子草与美丽太阳瓶子草（H. pulchella）的自然杂交种。

## 植物学史
1946年，费利克斯·卡多纳（Felix Cardona）对驰曼塔高地阿帕卡拉山（Apacara tepui）进行了考察，并发现并收集了一种未知的太阳瓶子草属植物标本。此后，又有两组科学家先后对该地区进行了考察。一组为芝加哥自然历史博物馆朱利安·阿尔弗雷德·斯特耶马克领导的队伍。斯特耶马克在1955年抵达了驰曼塔山山顶，并在该地采集了大量植物标本。另一组为纽约植物园约翰·J·威尔戴（John J. Wurdack）及巴塞特·马圭尔（Bassett Maguire）带领的队伍。约翰·J·威尔戴于1953年1月29日抵达驰曼塔山山顶。他在驰曼塔高地的朱里山（Churi tepui）西北坡采集到了一种未知的太阳瓶子草属类群，其编号为“Wurdack 34262”。同年，巴塞特·马圭尔又组织了对驰曼塔山北方的阿普拉达山（Aprada Tepui）的考察。他在途中也采集到了该类群的标本，其编号为“Bernardi 796”。1955年，斯特耶马克和威尔戴一起考察了驰曼塔高地，并再次采集到了该类群的标本。
1978年，巴塞特·马圭尔将该类群描述为另解太阳瓶子草（H. heterodoxa）的一个变种。
1983年及1986年，胡贝尔通过直升机对驰曼塔高地进行了数次考察。但他却未在其关于考察的专著中提到这种独特的植物。

## 形态特征
无附太阳瓶子草的根茎分支。植株呈密集的丛状。
无附太阳瓶子草的捕虫瓶长12至25厘米，宽3至10厘米。捕虫瓶下部为漏斗形，中部收缩略呈葫芦形，上部也为漏斗形。其捕虫瓶无瓶盖，原结构与瓶身融合，在瓶身内表面末端形成一个大致为小三角形的结构。其而代之的是在捕虫瓶对应处的背面存在蜜腺。这些蜜腺小型，凹陷且为气泡状。捕虫瓶内表面上部存在长1至3毫米的下向毛。植株捕虫瓶外表面则存在柔毛。此外，捕虫瓶外表面的其他部分也存在直径1至2毫米的红色圆形蜜腺。
无附太阳瓶子草的花序长约40厘米，花柄长3至5厘米，无毛。苞片长3至4厘米。花被片4枚，长圆形－披针形，长3至5厘米，宽1.5至2厘米，白色至粉红色。雄蕊10枚，花丝长7毫米，花药为长圆形或披针形，长8毫米，宽1.2毫米。子房3室，被短柔毛。花柱无毛。种子长约2毫米，侧扁，卵形，具不规则翅。

## 生态关系
无附太阳瓶子草分布于驰曼塔高地、阿普拉达山及阿劳潘山（Araopan Tepui）海拔1700米至2100米的地区。但在山区西部海拔相对较低的山脚处，其也可能存在于云雾森林中的崖壁上。由于驰曼塔山表面地理环境的多样性，无附太阳瓶子草也存在许多类型的原生地，包括稀树草原、灌木林、湿崖壁、河岸及瀑布旁。
无附太阳瓶子草在驰曼塔山与美丽太阳瓶子草和驰曼塔山太阳瓶子草（H. chimantensis）同域分布。而在阿普拉达山其则仅与美丽太阳瓶子草同域分布。但在阿普拉达山上，无附太阳瓶子草并不出现于崖壁上，其仅存在于小型山谷底部的树荫中。
无附太阳瓶子草较适应阳光相对较弱的环境中生长。其常生长于存在10%至40%遮荫的环境中。在30%的遮荫下，其捕虫瓶为纯绿色，但蜜腺仍为红色。直至50%的遮荫环境下，其叶片才出现黄化。少数生长于开阔地区的植株的捕虫瓶则为橙色或红色。

## 相关物种

### 另解太阳瓶子草
无附太阳瓶子草与其他太阳瓶子草属物种的最大区别即是其瓶盖与瓶身融合。而相比之下，另解太阳瓶子草的瓶盖则是太阳瓶子草属内最突出的。无附太阳瓶子草的捕虫瓶为漏斗形，长12至25厘米；而另解太阳瓶子草的捕虫瓶则为管形，长20至40厘米。无附太阳瓶子草的花朵大型，花被片细长，单花柄通常约1至2朵花；而另解太阳瓶子草的花朵小型，且花被片是属内最短的，单花柄通常约2至7朵花。两者所处的原生地也有很大差别，无附太阳瓶子草常见于湿崖壁上，而另解太阳瓶子草多生长于开阔地。

### 美丽太阳瓶子草
美丽太阳瓶子草也分布于驰曼塔高地及阿普拉达山。其捕虫瓶与无附太阳瓶子草一样较短，但其他特征仍存在明显的差别。此外，美丽太阳瓶子草多生长于开阔的沼泽及湿地中。

### 驰曼塔山太阳瓶子草
在驰曼塔山与无附太阳瓶子草同域分布的另一个物种即是驰曼塔山太阳瓶子草。但这两个物种的捕虫瓶存在明显的差异，驰曼塔山太阳瓶子草的捕虫瓶为管状，细长，且瓶盖发达。此外，驰曼塔山太阳瓶子草的花被片较短，基部为披针形，而无附太阳瓶子草的花被片大型，为长圆形－披针形。

### 刚毛太阳瓶子草
在形态上，无附太阳瓶子草却与刚毛太阳瓶子草（H. hispida）很相似。两者的捕虫笼都较短，上半部都为明显的漏斗形，且其花被片都为长圆形－披针形，雄蕊都约10枚。而两者的区别在于，无附太阳瓶子草捕虫瓶内表面无毛及无瓶盖，且原生地也不同。
| 无附太阳瓶子草、另解太阳瓶子草、美丽太阳瓶子草与刚毛太阳瓶子草之间的形态特征区别 |                                      |                                            |                                  |                                 |
| 形态特征                                                                         | 无附太阳瓶子草                       | 另解太阳瓶子草                             | 美丽太阳瓶子草                   | 刚毛太阳瓶子草                  |
| 捕虫瓶                                                                           |                                      |                                            |                                  |                                 |
| 尺寸                                                                             | 长12至25厘米，宽4至10厘米            | 长15至40厘米，宽5至6厘米                   | 长8至20厘米，宽3至8厘米          | 长15至25厘米，宽5至8厘米        |
| 形状                                                                             | 上部为漏斗形至宽漏斗形，下部为葫芦形 | 上部略呈漏斗形，下三分之一为漏斗形至葫芦形 | 上部为管状，下部略呈葫芦形       | 上部为宽漏斗形，下部略呈葫芦形  |
| 瓶盖                                                                             |                                      |                                            |                                  |                                 |
| 尺寸                                                                             | 长0.5至1厘米，宽0.4至0.8厘米         | 长1至3.5厘米，宽1至1.5厘米                 | 长0.5至1厘米，宽0.3至0.5厘米     | 长1至31.5厘米                   |
| 形状                                                                             | 圆形至卵形，与瓶身融合               | 明显的盔形，基部骤缩                       | 平形至盔形，基部略微收缩         | 心形，弯曲                      |
| 花序                                                                             |                                      |                                            |                                  |                                 |
| 尺寸                                                                             | 花梗长40厘米，花柄长3至5厘米         | 花梗长30至70厘米，花柄长5至6厘米           | 花梗长20至40厘米，花柄长约12厘米 | 花梗长约100厘米，花柄长约12厘米 |
| 花被片形态                                                                       | 长圆形－披针形，基部收缩             | 披针形，极宽                               | 披针形，基部极宽                 | 披针形，基部极宽                |
| 雄蕊                                                                             |                                      |                                            |                                  |                                 |
| 尺寸                                                                             | 长8毫米                              | 长5.5至8毫米                               | 长4毫米                          | 长3.5毫米                       |
| 数量                                                                             | 10                                   | 12                                         | 15                               | 10                              |